# Pinocchio 3000
Pinocchio 3000 je počítačově animovaný film z roku 2004 od Christal Films režie Daniel Robichaud.

## Herecké obsazení
- Sonja Ball jako PINOCCHIO
- Howard Ryshpan jako GEPPETTO
- Howie Mandel jako SPENCER
- Whoopi Goldberg jako CYBERINA
- Jean-Claude Donda jako MARLENE
- Malcolm McDowell jako SCAMBOLI
- Matt Holland jako CAB
- Jack Daniel Wells jako RODO
- Bobby Edner jako ZACK
- Gabrielle Elfassy jako CYNTHIA
- Terrence Scammell jako SCAMBOCOP